# Rothaarsteig

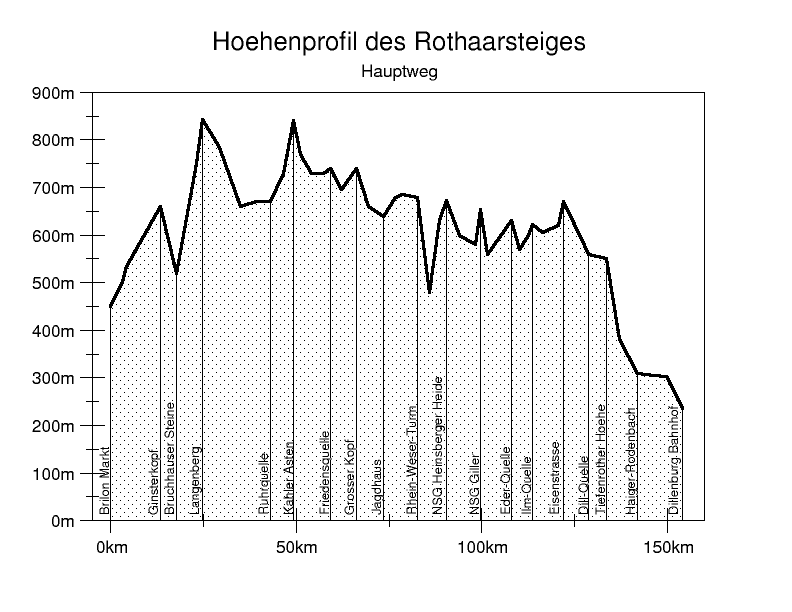
Geländeprofil des Rothaarsteigs

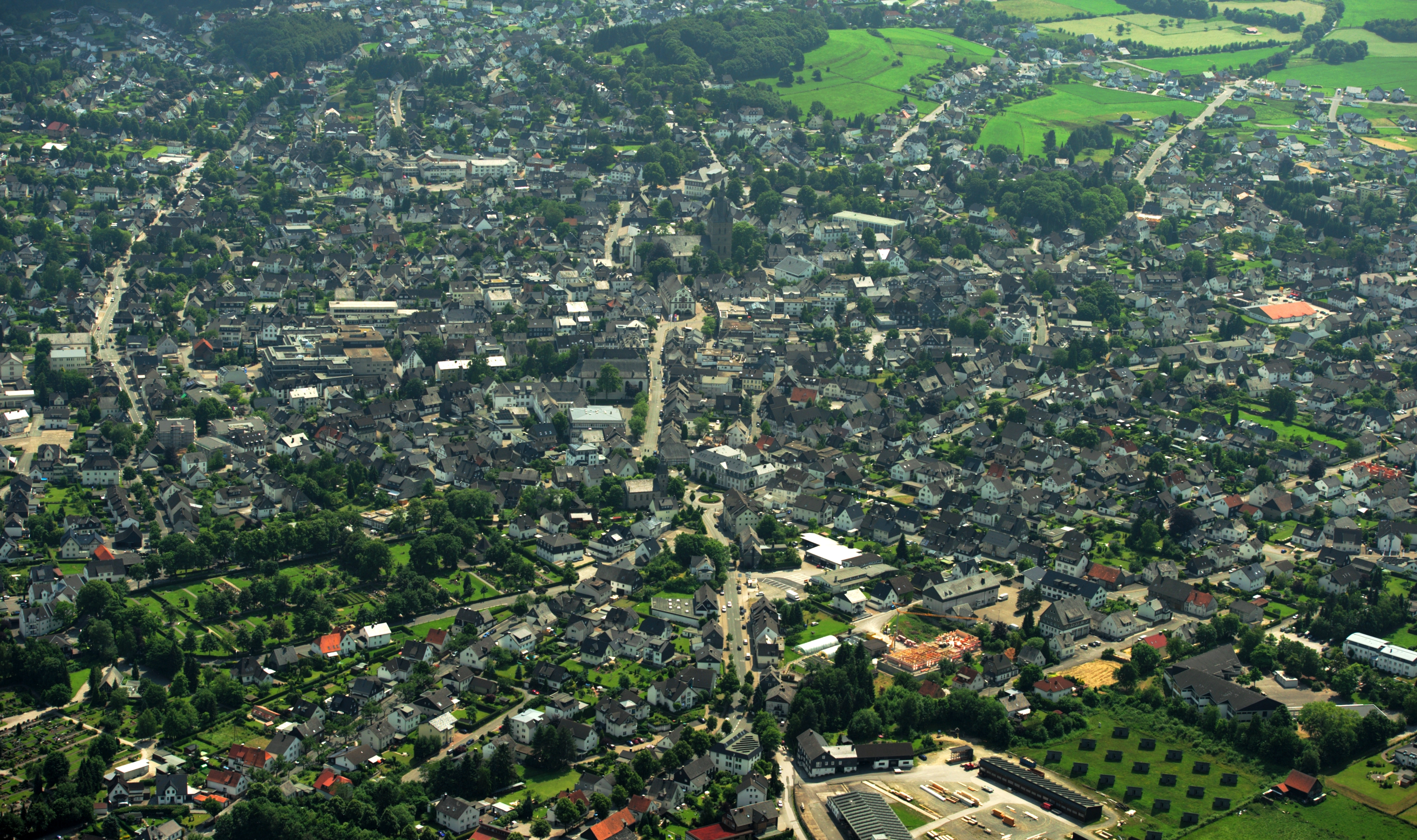
Startort des Rothaarsteigs: Brilon

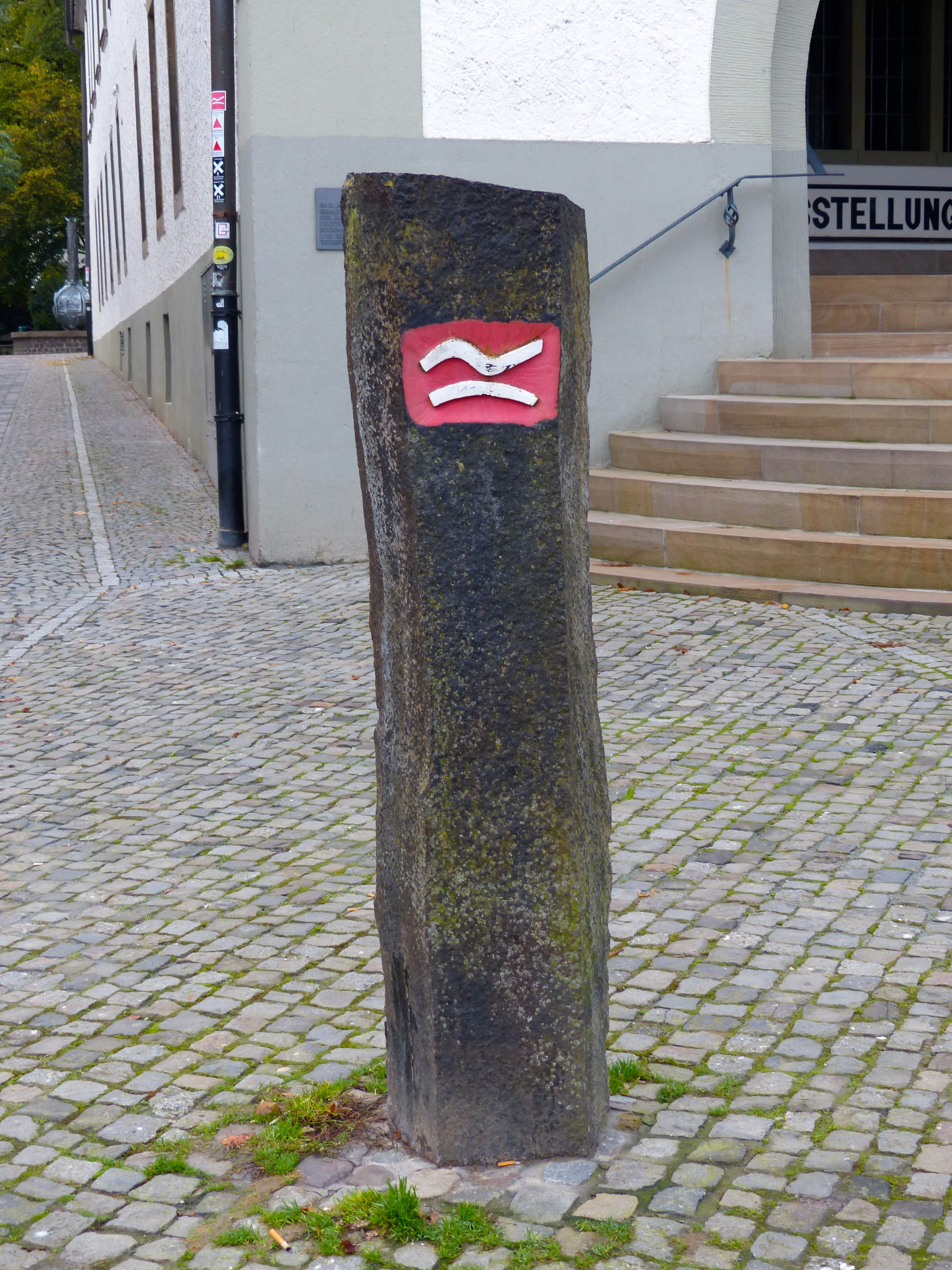
Anfang des Rothaarsteigs: Marktplatz am Briloner Rathaus

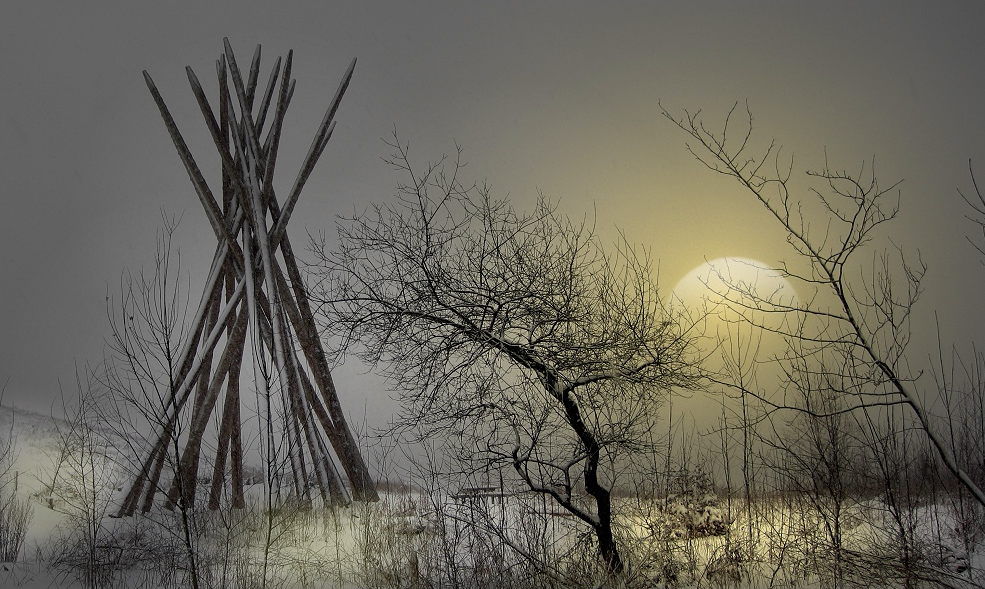
Kyrill-Tor am Rothaarsteig im Briloner Bürgerwald bei Gudenhagen-Petersborn

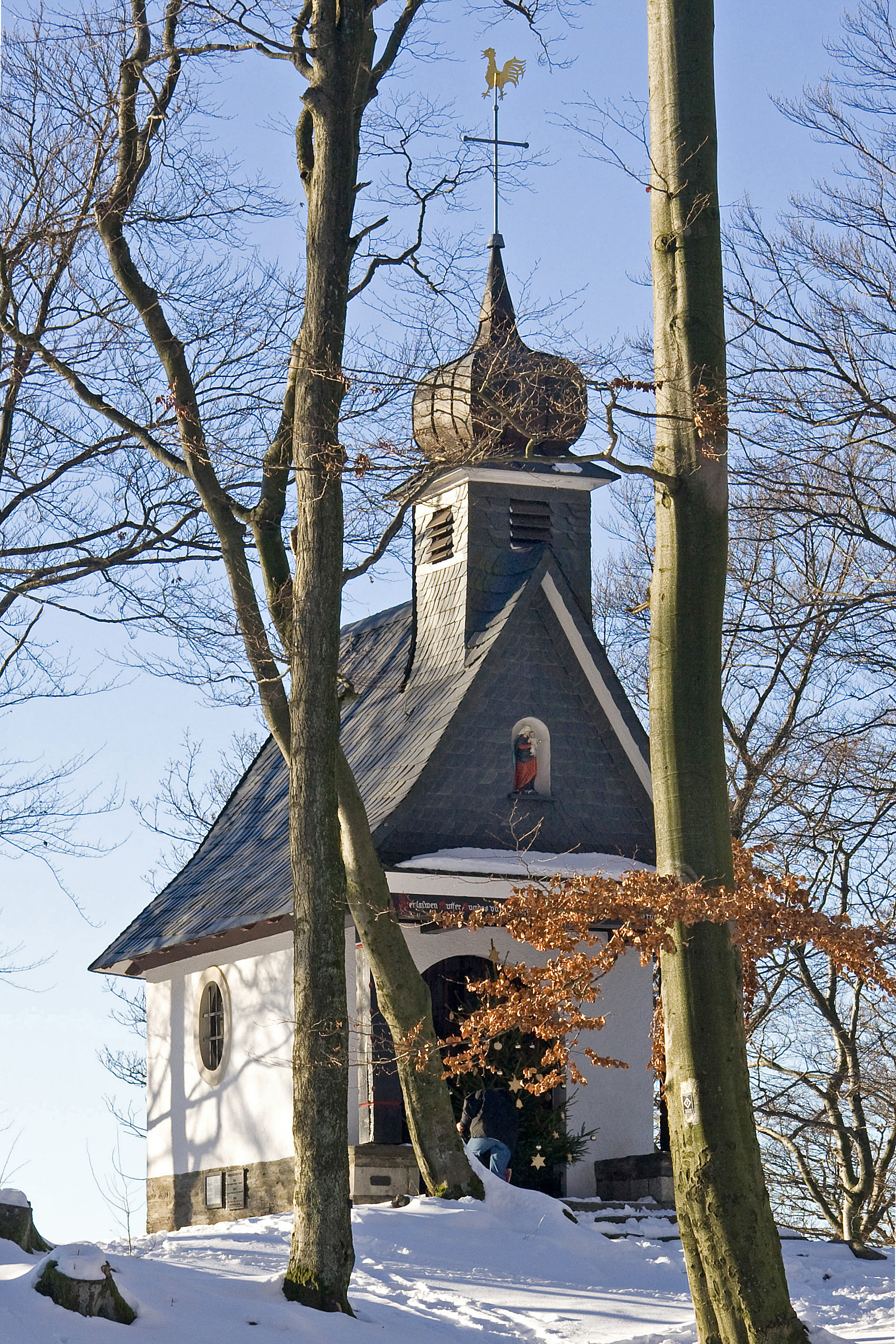
Friedenskapelle (Marienkapelle) auf dem Borberg nahe Brilon

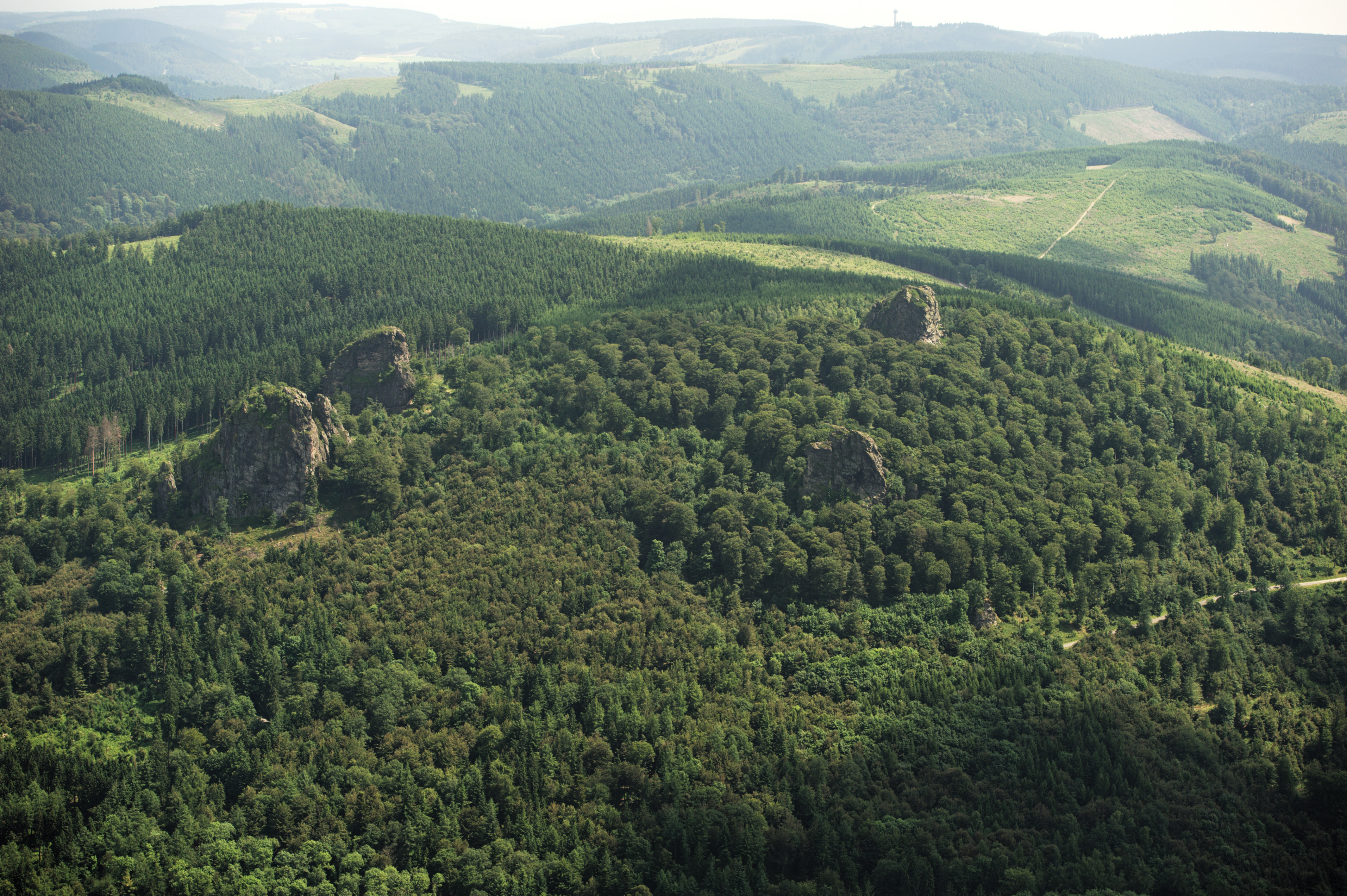
Bruchhauser Steine bei Bruchhausen

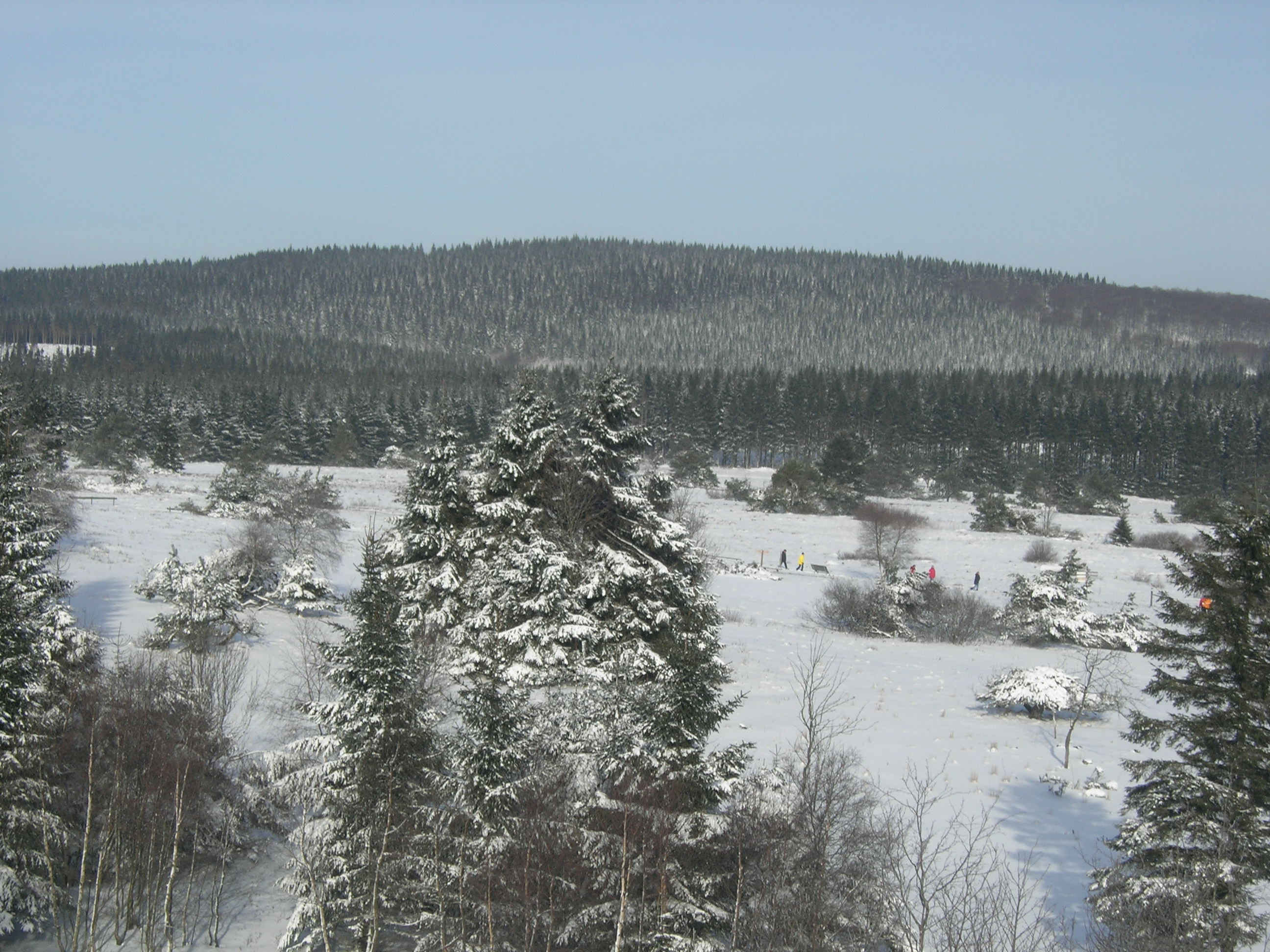
Der Langenberg ist mit Höhe der höchste Berg in Nordrhein-Westfalen

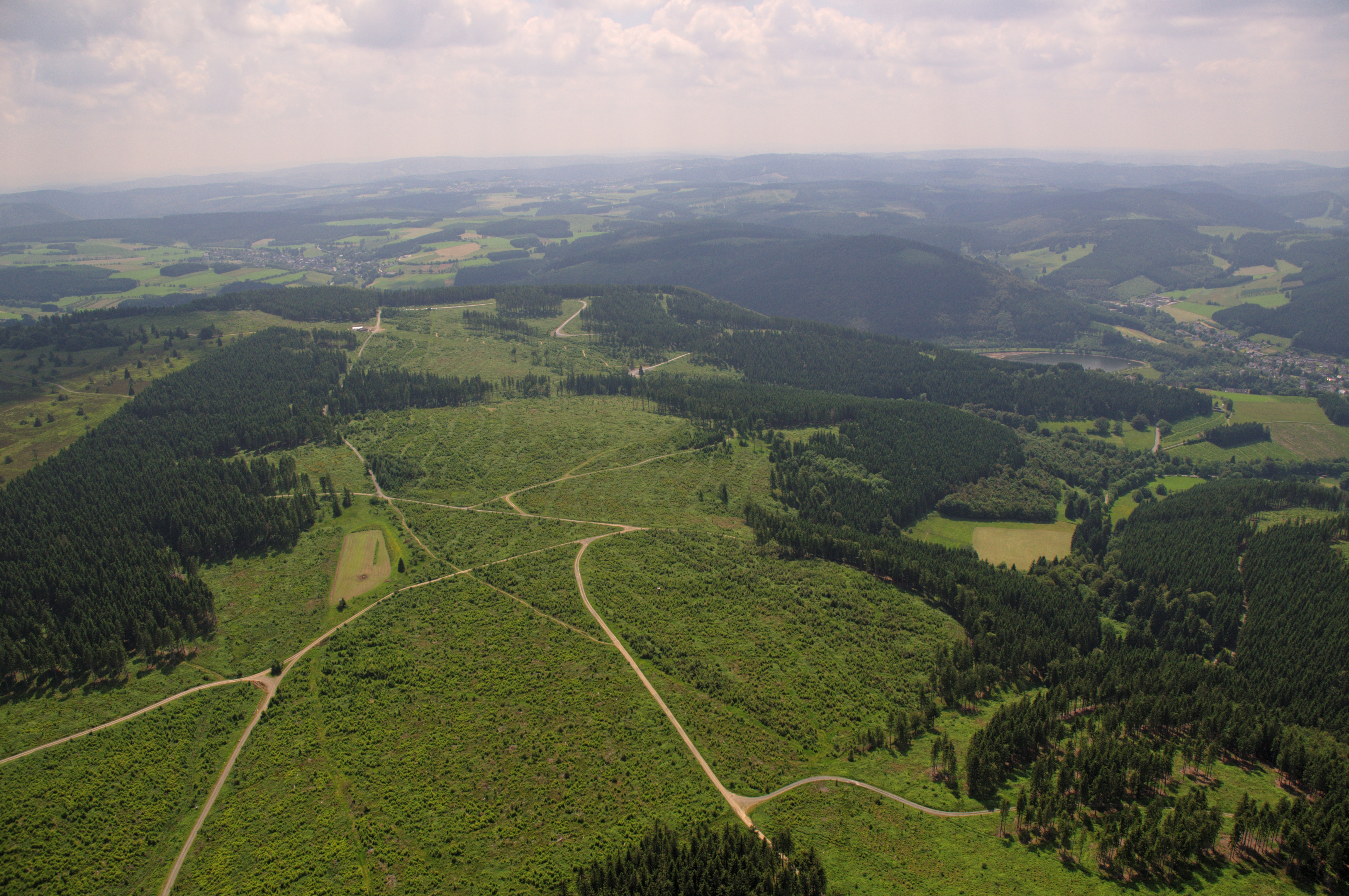
Rothaarsteig beim Naturschutzgebiet Neuer Hagen (Niedersfelder Hochheide) am Clemensberg, nordöstlich von Niedersfeld; Blickrichtung Süden

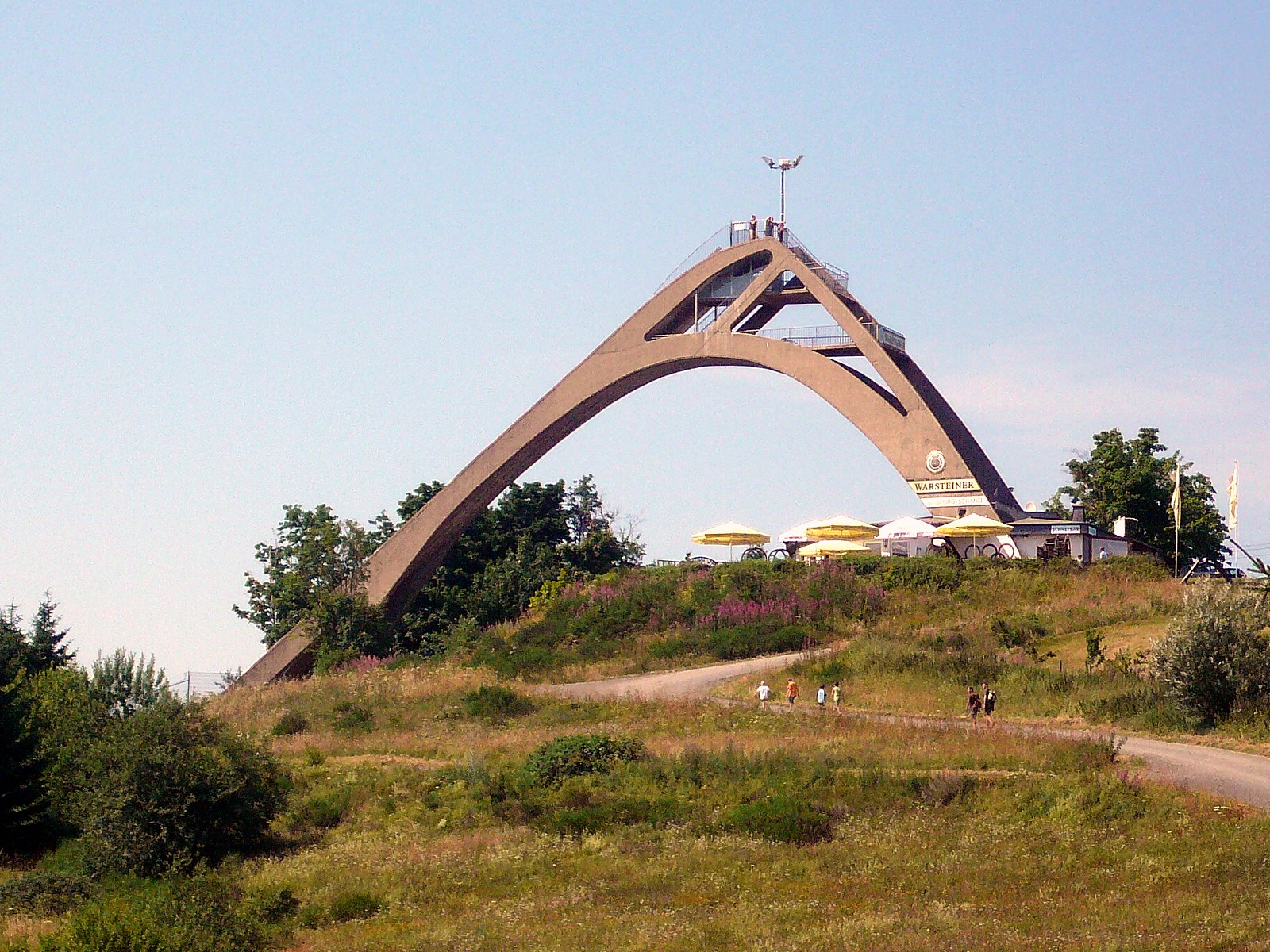
St.-Georg-Schanze am Rothaarsteig

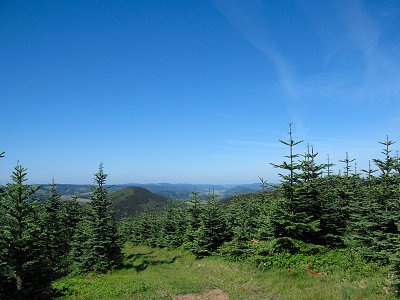
Fernblick vom Kahlen Asten

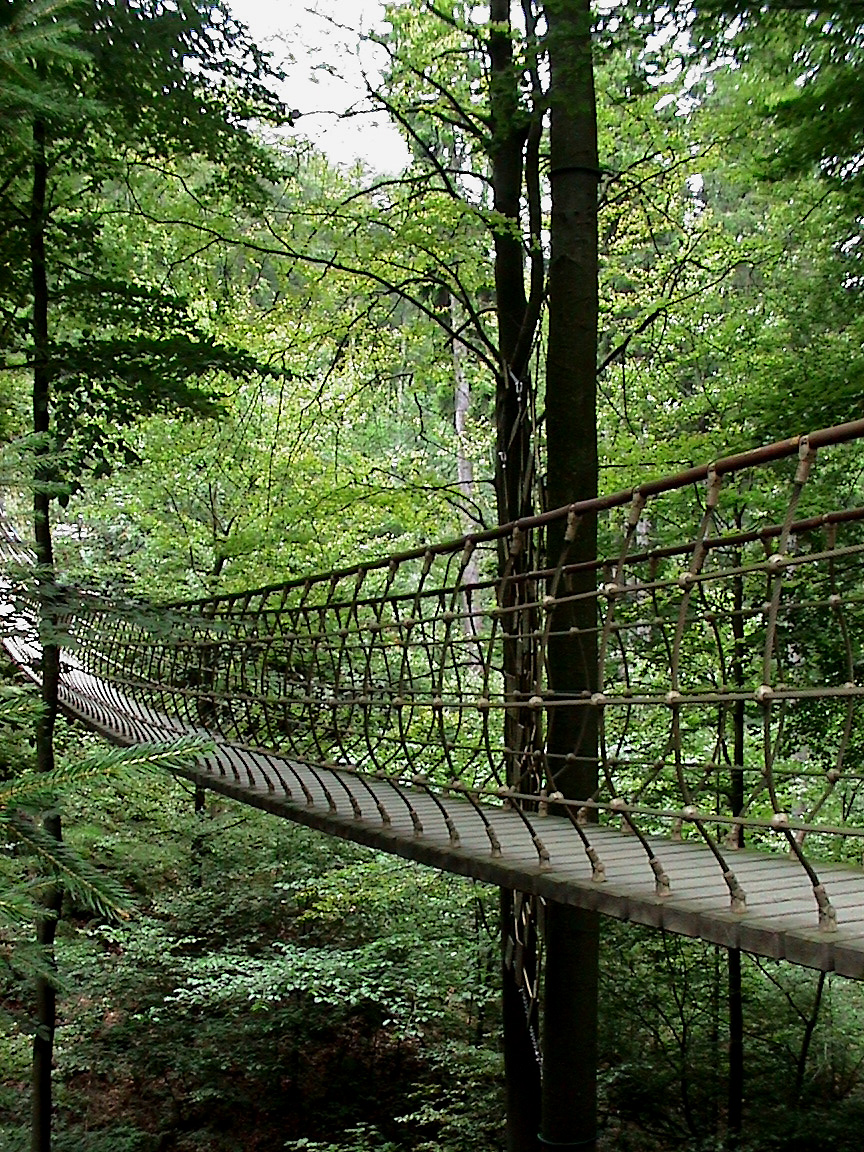
Hängebrücke am Quellbereich des Hochgelmker Siepens

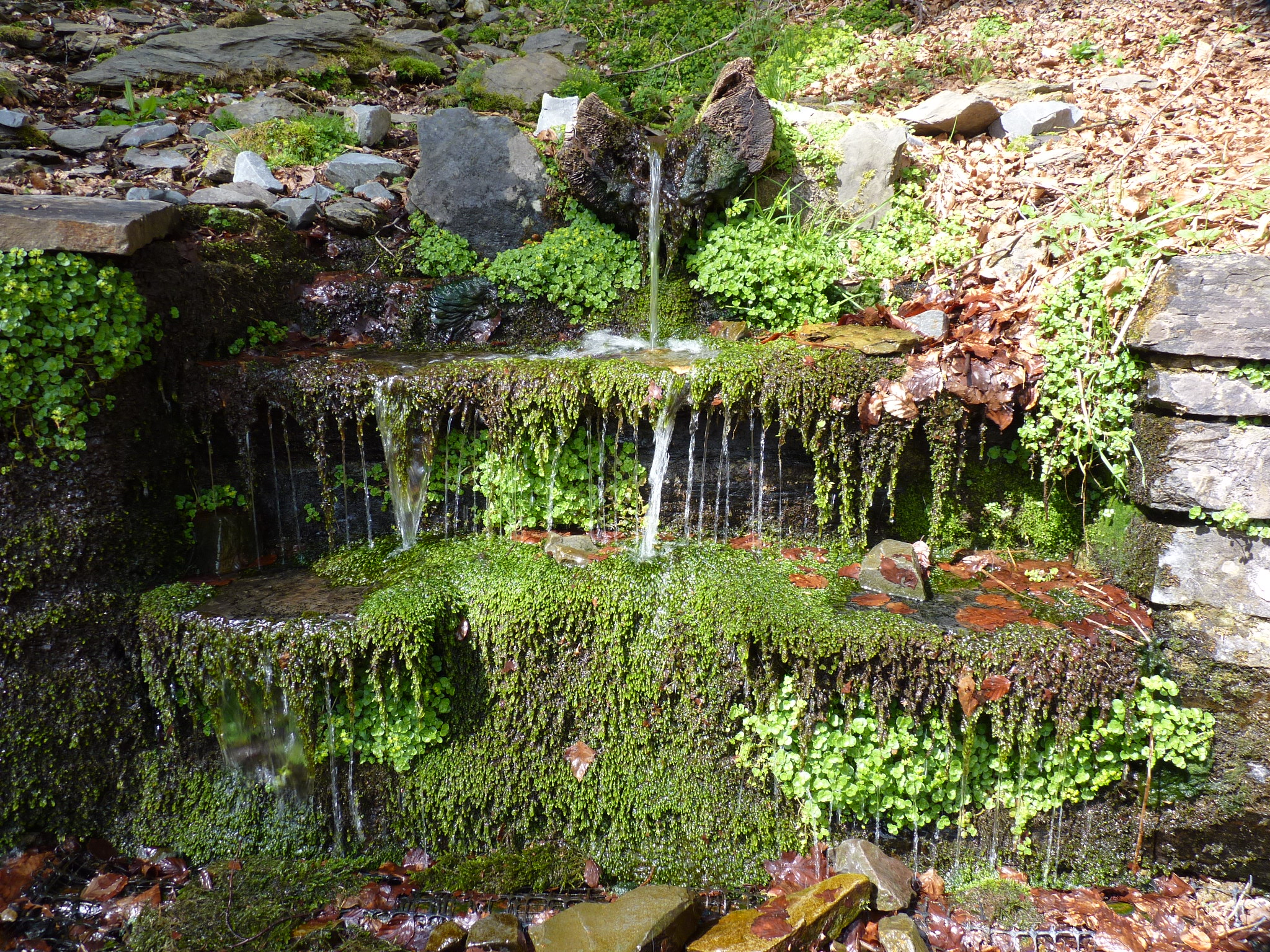
Sombornquelle bei Jagdhaus

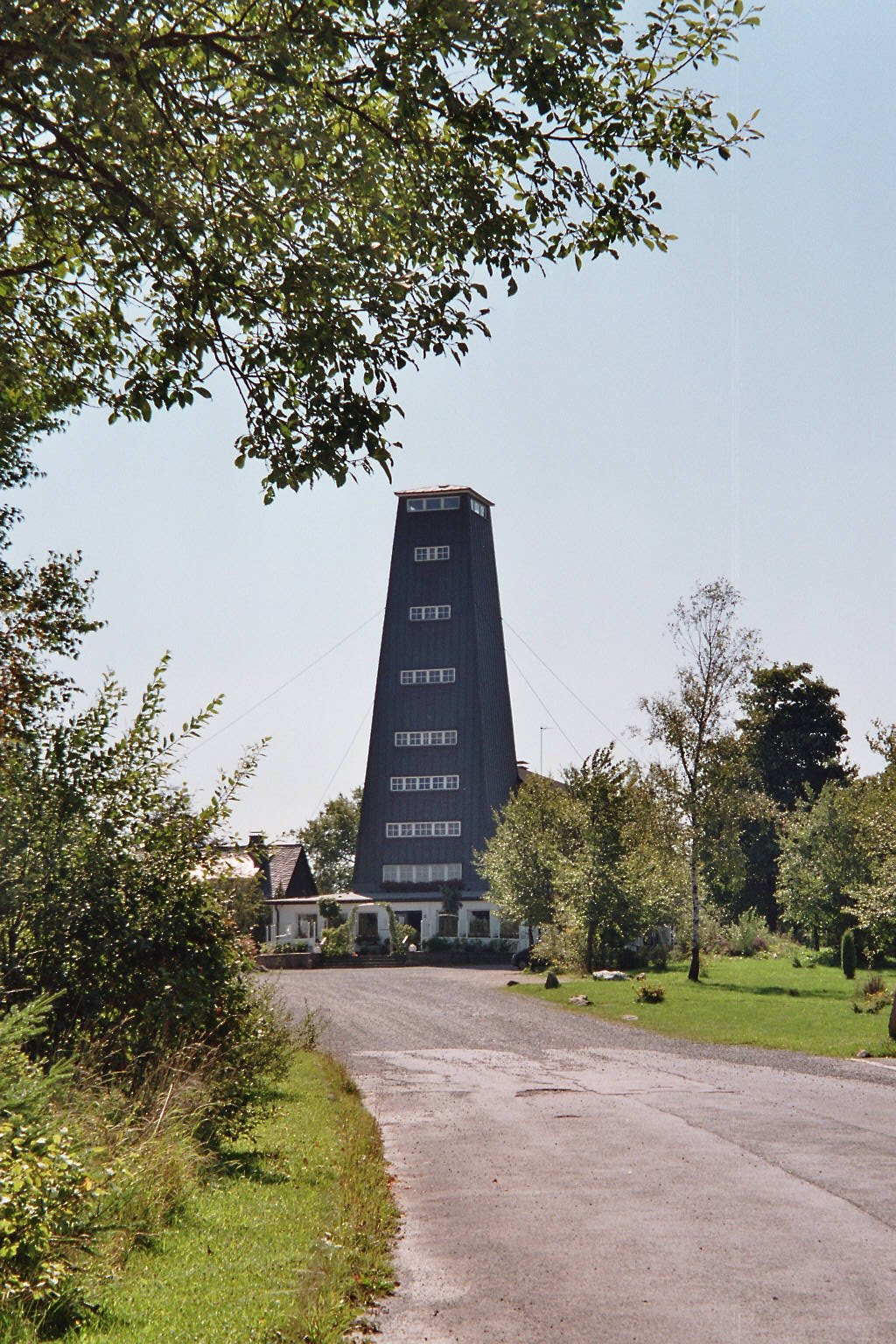
Rhein-Weser-Turm beim Westerberg

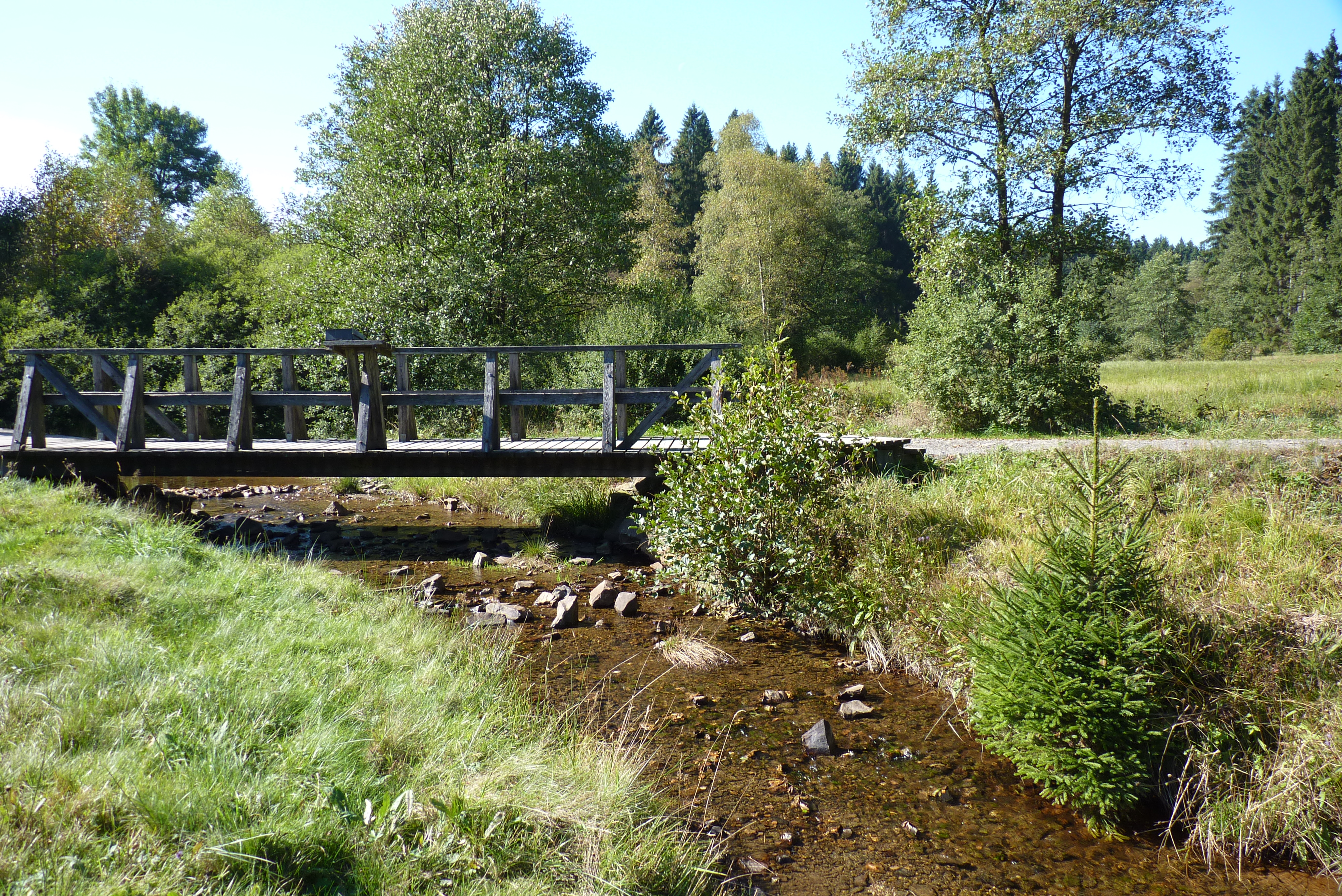
Brücke des Rothaarsteigs über die Röspe im NSG Schwarzbachtal

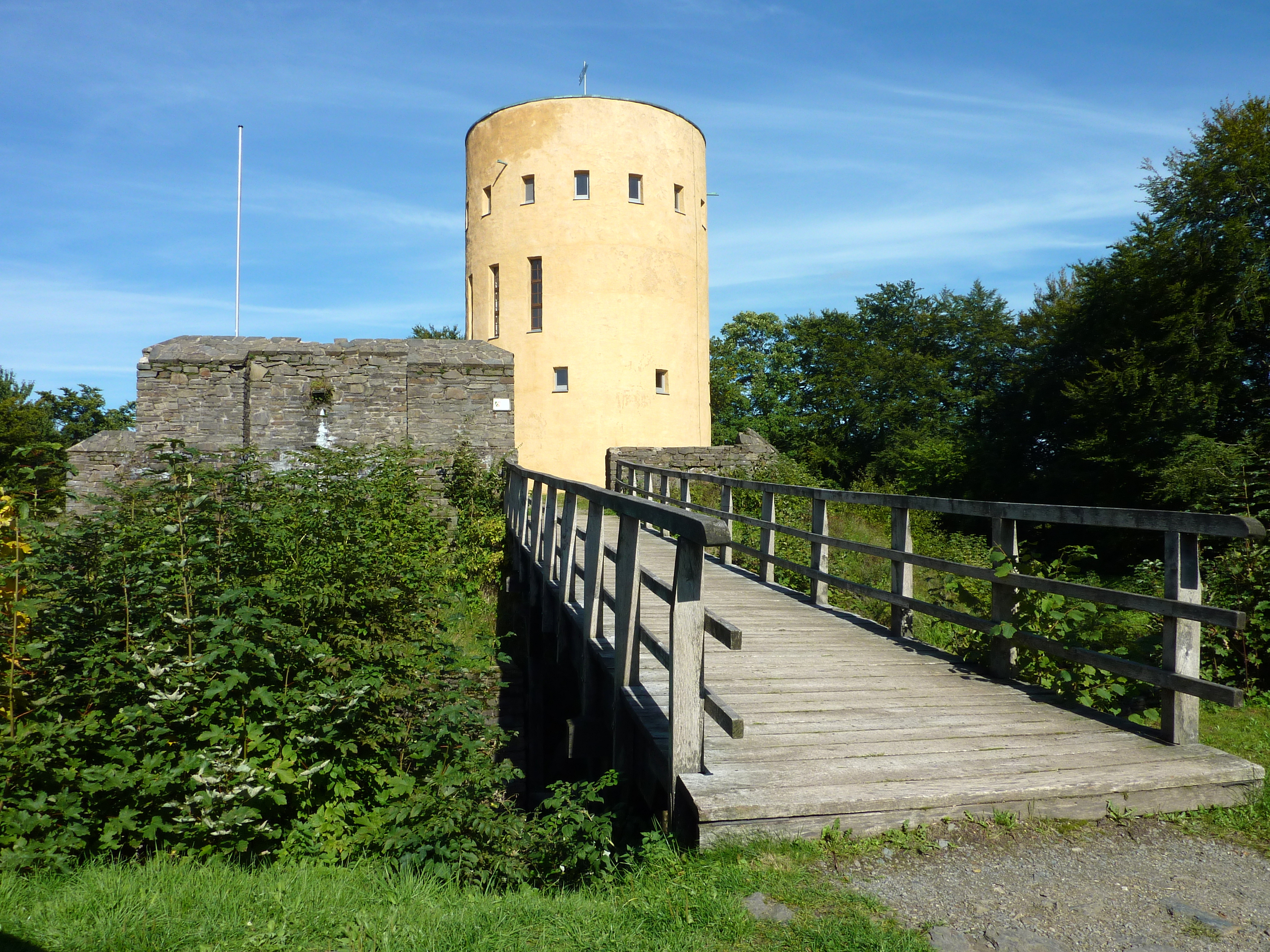
Ginsburg zwischen Grund und Lützel

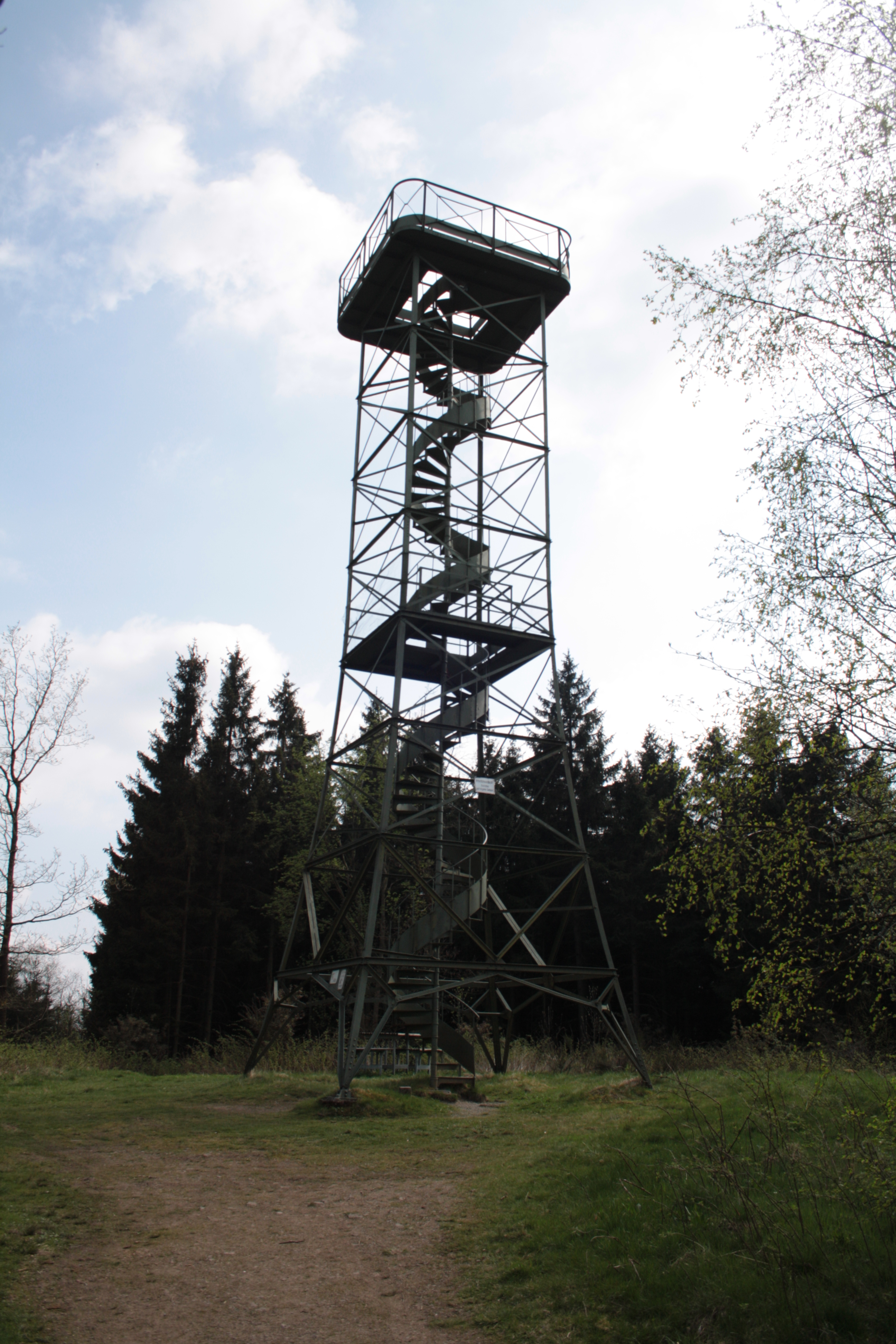
Gillerturm auf dem Giller zwischen Grund und Lützel

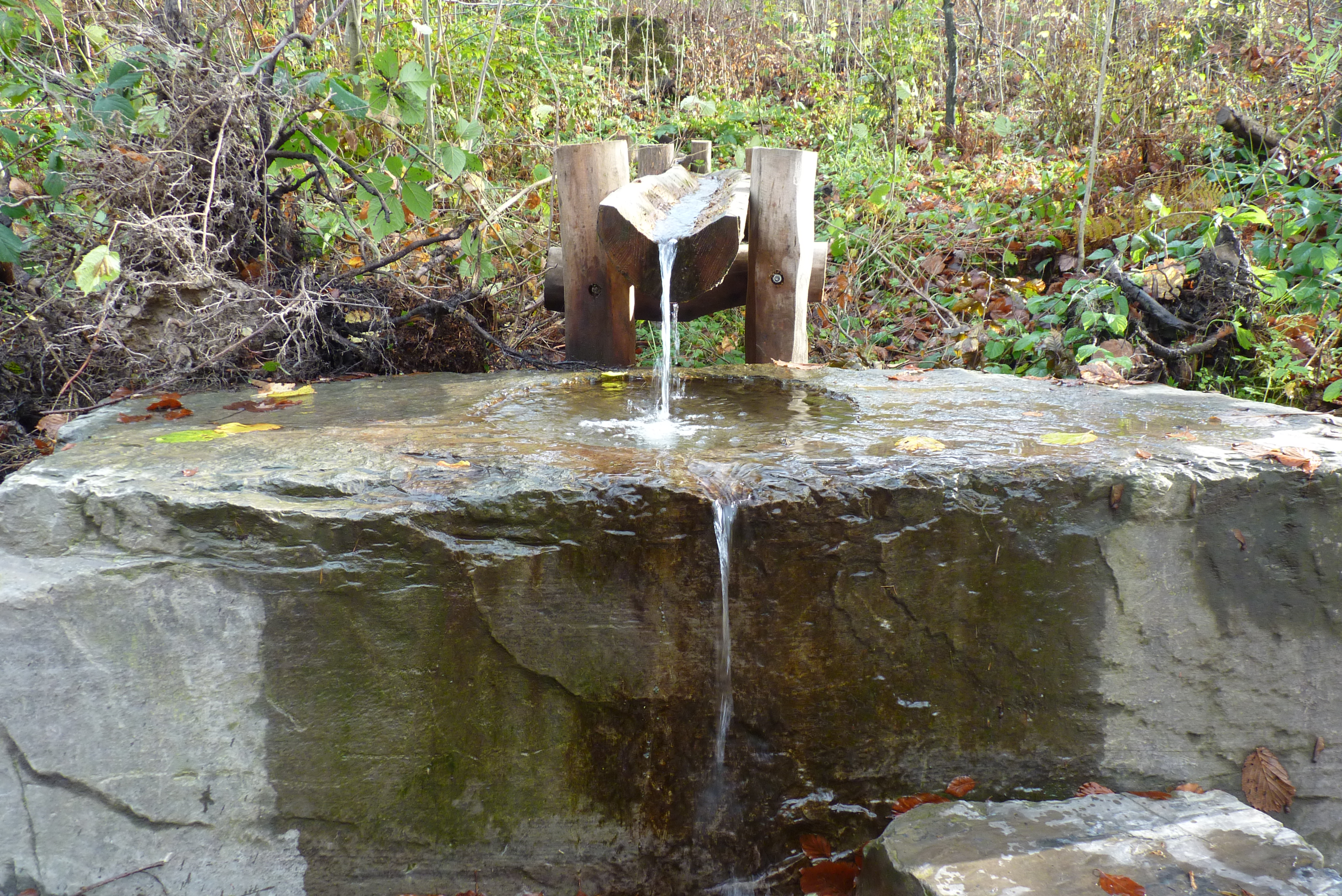
Die Siegquelle am Nordwesthang des Jägerhains (2013)

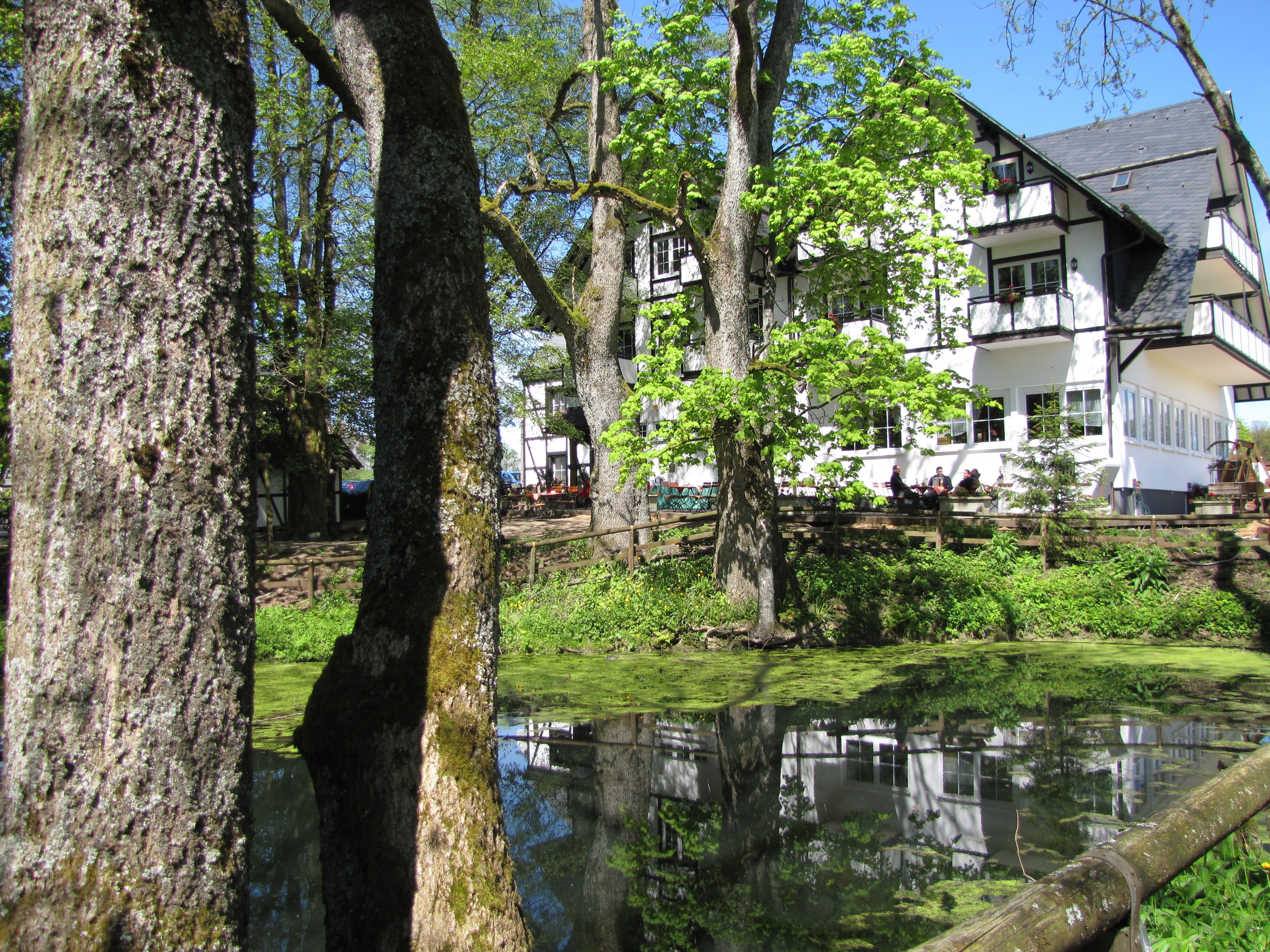
Die Lahnquelle (Lahntopf) in Lahnhof nahe dem Lahnkopf (2012)

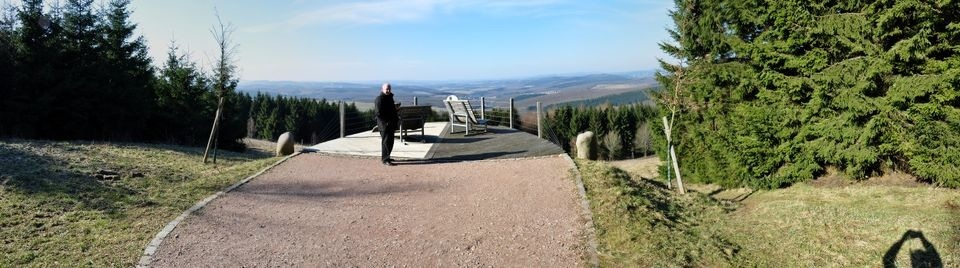
Aussichtsplattform Nase im Wind nahe dem Gipfel der Tiefenrother Höhe

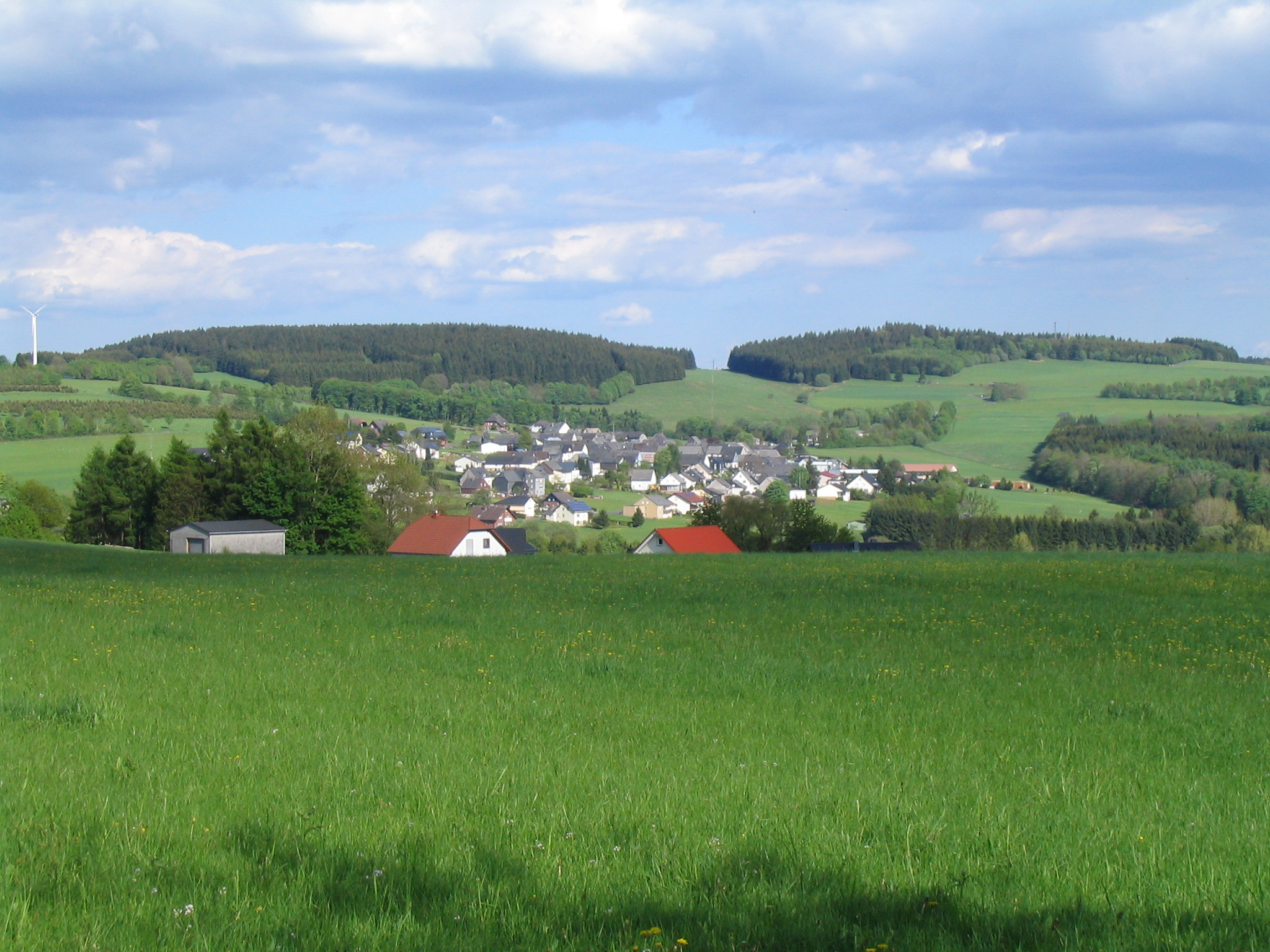
Westerwaldvariante: Fuchskaute (von Westen) mit Häusern von Bretthausen (vorne), Willingen (dahinter)

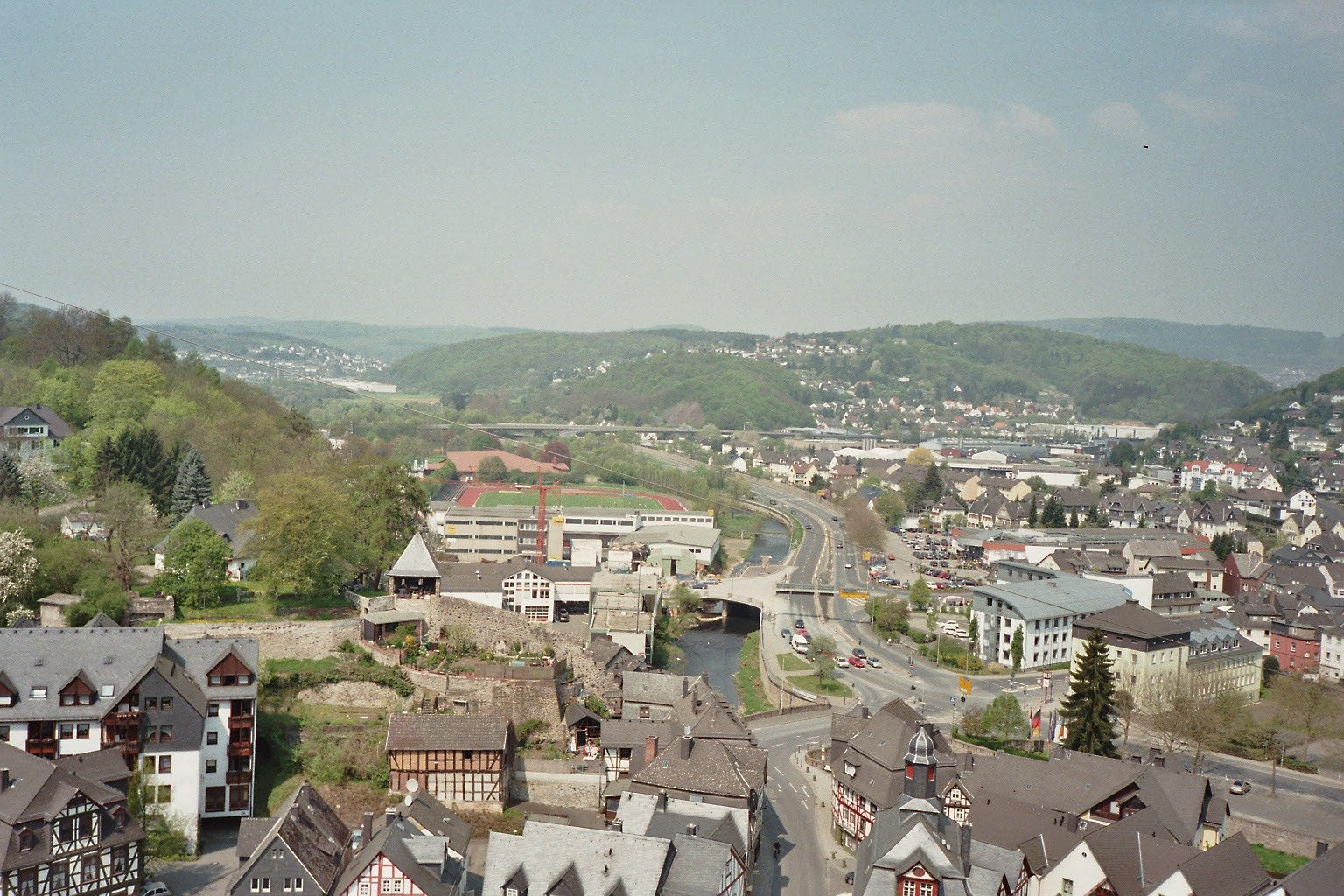
Endort des Rothaarsteigs: Dillenburg

Der Rothaarsteig (Wegzeichen R) ist ein 156,8 km langer und 2001 eröffneter Fernwanderweg, der insbesondere auf dem Hauptgebirgskamm des Rothaargebirges verläuft, einem Mittelgebirge in Nordrhein-Westfalen (NW) und Hessen (HE), und im Rahmen der Westerwaldvariante einen Abstecher im Westerwald, einem Mittelgebirge in Nordrhein-Westfalen, Hessen und Rheinland-Pfalz, hat.
Das Deutsche Wanderinstitut in Marburg zeichnete den Rothaarsteig mit dem Deutschen Wandersiegel Premiumweg aus, das drei Jahre lang bis Dezember 2014 galt. Seit 2. Dezember 2016 ist der Steig als Qualitätsweg Wanderbares Deutschland beim Deutschen Wanderverband zertifiziert.

## Überblick
Der Rothaarsteig wurde am 6. Mai 2001 auf der Ginsburg eröffnet. Sein Hauptweg führt von Brilon (NW) durch das Rothaargebirge überwiegend südsüdwestwärts unter anderem über den Langenberg (höchster Berg Nordrhein-Westfalens) nach Dillenburg (HE).
Der größte Teil des Rothaarsteigs liegt im Naturpark Sauerland-Rothaargebirge. Er verläuft zumeist entlang der Rhein-Weser-Wasserscheide über meist bewaldete Berge, durch von Wald gesäumte Täler, vorbei an Fließgewässerquellen, passiert Natur- und Kulturdenkmäler und führt unter anderem durch Naturschutzgebiete. Der Steig benutzt das vorhandene Netz von befestigten und unbefestigten Waldwegen und verbindet in dünn besiedeltem Gebiet Berge und Sehenswürdigkeiten wie die Bruchhauser Steine, den Langenberg, den Kahlen Asten, den Rhein-Weser-Turm, die Ginsburg sowie die Ruhr-, Eder-, Sieg- und Lahnquelle. Mehrmals kreuzt er den abschnittsweise sich mit ihm die Strecke teilenden Europäischen Fernwanderweg E1 und zwischen Schmallenberg und Bad Berleburg trifft er auf den WaldSkulpturenWeg.
Trotz seines Verlaufs innerhalb eines Mittelgebirges ist der Rothaarsteig größtenteils bequem zu gehen. Er berührt die Gebiete mehrerer Mittelstädte, dazu zählt Winterberg, durch das er direkt verläuft. Ergänzt wird der Steig vom insbesondere durch Täler verlaufenden Talweg (Hochsauerlandvariante; 13,7 km lang) und von der durch den Westerwald führenden Westerwaldvariante (52,5 km).

## Wegzeichen
Das Wegzeichen (Wanderzeichen) des Rothaarsteigs ist ein auf dem Rücken liegendes, weißes R auf rotem Grund. Die aus den Tälern zum Steig führenden Anbindungswege zeigen das gleiche Zeichen, allerdings in schwarz auf gelbem Grund.

## Verlauf

### Hauptweg
Der 156,8 km lange Rothaarsteig-Hauptweg, zu dem der Bergweg zählt und der den parallel verlaufenden Talweg (Hochsauerlandvariante) als Steigvariante hat, führt überwiegend durch das Rothaargebirge. Folgend ist der Hauptweg etwa in Nord-Süd-Richtung (Brilon→Dillenburg) betrachtet beschrieben – Höhen der Hauptwegpunkte im Regelfall in Meter (m) über Normalhöhennull (NHN; wenn nicht anders angegeben laut /) oder in Ausnahmefällen in Meter über Normalnull (NN; explizit genannt laut) und teils auch mit Strecken-Kilometrierung (km; wenn nicht anders angegeben laut ):
Der auf der Briloner Hochfläche in Brilon auf dem Marktplatz (ca. 450 m) beginnende Steig führt anfangs nach Süden im Tal der Möhne aufwärts zur Möhnequelle (556 m), dann vorbei am Briloner Bürgerwald mit dem Holzkunstwerk Kyrill-Tor (536 m) bei Gudenhagen-Petersborn (415 bis 580 m) und etwas später nach Westen abwärts durch das Tal des Aa-Zuflusses Hillbringse (Einsel). Danach verläuft er westlich des kleinen Hillbringse-Zuflusses Deitmecke aufwärts zur Westschulter des Borbergs (670,2 m); dort befinden sich der Borbergskirchhof (max. 602 m; km 8,5), Fundamentreste einer Klosterkirche und die Briloner Friedenskapelle (Marienkapelle).
Danach führt der Steig südostwärts zum Habberg (653,3 m), nach Süden zum Ginsterkopf (663,3 m) und über den Kamm zwischen der Schmala im Osten und dem Gierskoppbach-Zufluss Limmecke im Westen. Die auf dem Kamm zwischen Brilon-Wald und Elleringhausen angelegte Landesstraße L 743 (2) kreuzend verläuft er westwärts zum Informationszentrum an den Bruchhauser Steinen (bis 756 m; km 17,6), um diese östlich oberhalb von Bruchhausen gelegenen Felsen in langgestrecktem Linksbogen nach Süden zu umrunden.
Der Steig verläuft nun, sich von Westen wieder dem Tal der Schmala nähernd, zum südlich ihrer Quelle direkt auf der Grenze von Nordrhein-Westfalen und Hessen gelegenen Richtplatz  (762,6 m), einer einstigen Gerichtsstätte des alten Kurkölner Gogerichts; etwa 800 m nordöstlich davon liegt der Hoppernkopfgipfel (805 m). Am Richtplatz knickt der Steig nach Südwesten ab und führt zum und über den Langenberg (843,2 m; km 24,7), dem höchsten Berg Nordrhein-Westfalens.
Danach verläuft der Steig über die Wegekreuzung Oberer Burbecker Platz (ca. 795 m) südwärts zur Rothaarsteighütte (knapp 800 m). Dort knickt er nach Osten ab und führt direkt südlich des Naturschutzgebiets Neuer Hagen und nördlich eines Diabasbruchs, der in der Westschulter des Clemensbergs (ca. 837 m; mit Clemenskreuz) liegt, zur am Ostrand des Schutzgebiets auf der Grenze von Nordrhein-Westfalen und Hessen befindlichen Hoppeckequelle (ca. 780 m; km 29,3).
Entlang dieser Grenze führt der Steig anschließend südwärts. Dabei passiert er die Itterquelle (ca. 770 m) wenige Meter westlich und dann, wieder gänzlich in Nordrhein-Westfalen verlaufend, den Hopperkopf (832,3 m) etwa 300 m südwestlich, und verläuft in gleicher Richtung zum Hillekopf (804,9 m), den er nordöstlich umrundet. Danach führt der Steig hinab in den Medebacher Stadtteil Küstelberg (666,1 m) mit der südlich davon gelegenen Orkequelle (646 m). Im Dorf knickt er in Richtung Westen ab und führt etwas später die Landesstraße 872 kreuzend zum Steinbruch Wagenschmier (ca. 645 m). Hiernach kreuzt der Steig die Landesstraße 740 und passiert die gefasste Ruhrquelle (666,5 m; km 39,4), die mit Picknickplatz rund 330 m nordöstlich des Ruhrkopfgipfels (695,7 m) liegt.
Nach gipfelnahem Queren der Ruhrkopf-Ostflanke verläuft der Steig südlich vorbei am Dumel (720,1 m) südwestwärts in die Kernstadt von Winterberg (667,9 m), um nach Durchqueren von deren Innenstadt etwa 600 m nordöstlich des Herrlohtunnels den gemeinsamen Straßenabschnitt der Bundesstraßen 236 und 480 auf einer Brücke zu überqueren. Danach führt er zur auf dem Herrloh (732,9 m) stehenden St.-Georg-Schanze. Dann verläuft der Steig über die südöstlichen und südlichen Flanken von Poppenberg (745,8 m) und Bremberg (ca. 810 m), wonach er die Landesstraßen 640 und 540 kreuzt und durch die Hochheide Kahler Asten auf den Kahlen Asten (841,9 m; km 49,3) führt, auf dem sich der Astenturm (Aussichtsturm) und knapp 400 Wegmeter westlich davon die Lennequelle (825 m) befinden.
Dann führt der Steig von der Lennequelle südsüdostwärts vom Kahlen Asten hinab und kreuzt die Landwehr im Astengebiet (ca. 780 m), die einst als Befestigungsanlage besonders zum Schutz der Stadt Winterberg diente. Von dort wendet er sich auf dem Bergkamm zwischen der Lenne im Nordwesten und der auch am Kahlen Asten entspringenden Odeborn im Südosten südwestwärts vorbei am Gerkenstein (792,7 m), auf dem ein Sendeturm und Wasserbehälter stehen, und führt durch die Dörfer Lenneplätze (ca. 735 bis 778 m), Neuastenberg (ca. 680 bis 780 m), Langewiese (ca. 680 bis 723 m) und Hoheleye (657,4 bis 712,5 m; km 56,1) oder teils etwas an diesen vorbei.
Hiernach erreicht der Steig den Wandererparkplatz Albrechtsplatz (729,0 m), von dem er südwestwärts über den Albrechtsberg (770,8 m) führt. Die Friedensquelle (740 m), die den kleinen Emmegraben als Dödesbach-Zufluss im Einzugsgebiet der Odeborn speist, passierend verläuft er zum südwestlich des Bergs gelegenen Heidenstock (752,2 m), einer einstigen Grenzmarkierung. Etwa 500 m südwestlich davon teilt sich der Steig an einem Abzweig (752,0 m; km 60,0) in eine Berg- und Talvariante:
Der 9,6 km lange Bergweg kreuzt, nach Passieren des Heidenstocks, als Teil des Rothaarsteig-Hauptwegs einen Abschnitt des WaldSkulpturenWegs, der teilweise auf ihm verläuft. Anfangs führt er, nach Passieren der Skulptur Kein leichtes Spiel, in Richtung Südwesten vorbei am nördlichen Bad Berleburger Weiler Kühhude (697,2 m) und passiert den Saukopfgipfel (716,3 m) knapp 50 m östlich. Dann verläuft er nach Westen zur Hängebrücke am Quellbereich des Hochgelmker Siepens (680,5 m), der zum Einzugsgebiet der Latrop gehört, mit angegliedertem Lehrpfad Ökosystem Wald, und dann weiter südwestwärts zum und über den Großen Kopf (740,3 m). Anschließend führt der Bergweg in Richtung Westnordwesten vorbei an Großer (614,5 m) und Kleiner Bamicke (661,4 m), deren Gipfel beide einiges nördlich des Steigs liegen, zur Waldwegkreuzung (632,4 m; km 69,6) an der Schutzhütte Millionenbank, wo er auf den Talweg stößt.
Der 13,7 km lange Talweg, auch Hochsauerlandvariante genannt, ist der wichtigste Nebenweg des Rothaarsteigs. Er verläuft, nach dem Heidenstock beginnend, anfangs westwärts vorbei an einem Soldatengrab (711,7 m) zum Dorf Schanze (680 bis 733 m), einem ostsüdöstlichen Stadtteil von Schmallenberg. Nahe dem östlichen Dorfrand liegt, etwas abseits vom Steig, ein Kyrill-Lehrpfad, der an der Skulptur Krummstab des WaldSkulpturenWegs beginnt. Am Nordostrand des Dorfs passiert der Steig das Kulturdenkmal Wegesperre (mit Parkplatz bei 715,9 m) als einstige Landwehr. Hiernach führt er bergab und leicht südostwärts zum Schladebach (Grubensiepen) und dann entlang dieses Latrop-Zuflusses überwiegend nach Westen zum Kulturdenkmal Altarstein, der sich als einstige heidnische Opferstätte wenige Meter östlich einer Waldwegkreuzung (536,2 m) befindet. Anschließend verläuft er im Grubental, in dem der Grubensiepen einmündet, südwestwärts vorbei am Naturdenkmal Dicke Eiche (482,7 m) und dann nach Westen zum im Tal der Latrop gelegenen Dorf Latrop (420 bis 470 m; südöstlicher Stadtteil von Schmallenberg). Danach führt der Talweg in südwestlicher Richtung aufwärts im Tal des Lüttmeckesiepens und dann, wie auch der Bergweg, südlich um die Große Bamicke (614,5 m) und Kleine Bamicke (661,4 m) herum zur Waldwegkreuzung (632,4 m; km 69,6) an der Schutzhütte Millionenbank, wo er auf den Bergweg stößt.
Von der Millionenbank führt der Rothaarsteig-Hauptweg weiter westwärts nach Jagdhaus (600 bis 660 m; südlicher Stadtteil von Schmallenberg) und über die Südflanke des dortigen Heidkopfs (665,9 m) mit dem Naturdenkmal Kapellenwäldchen zur Schutzhütte Trudes Sonnenbank (663 m). Vorbei an der Sombornquelle (Sommborn; 675 m), die sich am Südosthang des Härdlers (756,3 m) befindet und den Gutmannsaatbach im Eder-Einzugsgebiet speist, verläuft er südwärts zur Wegekreuzung Potsdamer Platz (678,1 m), die nordwestlich unterhalb der Bergkuppe Sommborn (Somborn; 709,4 m) liegt; der Steig führt dort über eine 665,1 m hohe Stelle. Dann verläuft er südwestwärts vorbei an der Schutzhütte am Margaretenstein (683,4 m) zur Südsüdwestflanke des Bergs Wildhöfer (727,9 m), wo sich oberhalb der Quelle des Hundem-Zuflusses Wigge (Wiggesiepen) neben einer Weggabelung (673,2 m) im Gewann Wildhöfe eine Aussichtsplattform befindet. Von dort südwärts strebend passiert er die Hohe Hessel (743,6 m) westlich und verläuft über die Ostflanke des Stengenbergs (706,8 m). Anschließend kreuzt er die Landesstraße 553 (Oberhundem–Rüspe–Röspe) und erreicht jenseits davon den Rhein-Weser-Turm (ca. 680 m; km 82,6), der als Aussichtsturm etwas unterhalb einer bewaldeten Kuppe (684,6 m) nahe dem etwas abseits vom Steig gelegenen Westerberg (662,1 m) steht.
Vom Rhein-Weser-Turm führt der Steig südwestwärts zur Quelle des Eder-Zuflusses Röspe (größtenteils auch Schwarzbach genannt) und dann am Bach entlang, wobei er den am Westerberg und Eggenkopf (647,3 m) gelegenen Panorama-Park Sauerland Wildpark knapp 250 m östlich passiert. Nach Überqueren des Bachs verläuft er in Richtung Südwesten aufwärts entlang des Schwarzbach-Zuflusses Habecker Bach zur südlich von dessen Quelle gelegenen Weggabelung (621,1 m) bei der Schutzhütte am Rastplatz Hochheide, wo sich der von aus Richtung Heinsberg zu erreichende Wandererparkplatz Heinsberger Hochheide befindet. Dort knickt er nach Südosten ab und führt zwischen dem Vogelsberg (642,6 m) im Norden und Dreiherrnstein (673,9 m) im Süden durch das Naturschutzgebiet Schwarzbachsystem mit Haberg und Krenkeltal. Dabei verläuft er über den 637,9 m hohen Kamm zwischen beiden Erhebungen und zwischen dem Tal des Krenkelsbachs (Ruhr-Einzugsgebiet) mit dortigem Krenkelsbachaquädukt im Westen und jenem der Kurzen Dörnbach (Eder-Einzugsgebiet) im Osten über den stillgelegten Heinsberger Tunnel (1.303 m lang); eine Stelle am Wanderweg ziemlich genau über dem Tunnel, dessen Portale recht weit vom Steig entfernt sind, liegt auf 636,5 m Höhe. In Richtung Süden erreicht der Steig den Dreiherrnstein (673,9 m; km 90,5); dort befinden sich ein gleichnamiger Grenzstein und eine Schutzhütte.
Anschließend verläuft der Steig zum Riemen (677,7 m), um dessen Ostflanke rund 150 m entfernt vom Gipfel nach Süden zu queren. Kurz darauf knickt er westwärts zum Tal des Elberndorfer Bachs (westlicher Eder-Zufluss) ab. Nach Kreuzen (600,4 m) des Bachs durch eine Furt verläuft er südwestwärts, das Kulturdenkmal Oberndorfer Schlag (597,8 m; an der Landesstraße 713 am Wandererparkplatz Oberndorfer Höhe gelegen) etwas südöstlich passierend und dabei auf der Nordwestflanke des Wollbergs (649 m) verlaufend, zum Grillplatz (621,0 m) am Kulturdenkmal Helberhauser Schlag (ca. 610 m); wenige Meter nordwestlich dortiger Wegkreuzungen liegt die Ferndorfquelle (ca. 602 m). Fortan südwärts führt der Steig über die Buchhelle (619,3 m) zum Kulturdenkmal Schlag Schrammer Heide (581,2 m) mit der etwas westlich davon befindlichen Quelle des Ferndorfbach-Zuflusses Wälderbachs (ca. 575 m) und dann weiter zum Kulturdenkmal Schanze (ca. 606 m). Wenige Meter südwestlich davon liegt der Hof Ginsberg mit den Ursprüngen der Quellbäche des Kleinen Wähbachs (Eder-Einzugsgebiet). Von dort verläuft der Steig südwestwärts zur über dem Schloßberg-Tunnel (270 m lang) der Bahnstrecke Kreuztal–Cölbe gelegenen Waldwegkreuzung (563,9 m) an der direkt westlich davon befindlichen Ruine der Ginsburg (587,6 m; km 98,2), die von der Bundesstraße 508 hufeisenförmig umrundet wird.
Von der Ginsburg führt der Steig, den Sportplatz am zum Hilchenbacher Ortsteil Grund gehörenden Gillerheim (605,2 m) südlich passierend, ostsüdostwärts auf den zum Hilchenbacher Ortsteil Lützel zählenden Giller (653,5 m), auf dem der Aussichtsturm Gillerturm steht. Danach verläuft er südlich vorbei am Berg Pfaffenhain (658,2 m) und von dessen Südostflanke in Richtung Süden durch Lützel (ca. 542 bis 627 m). Erst die Bundesstraße 62 und die Bahnstrecke Kreuztal–Cölbe (555,3 m) und dann den Lützelbach kreuzend führt der Wanderweg dann bachabwärts nach Osten. Etwa von dessen Mündung (ca. 519 m) in die Eder verläuft er, anfangs den jungen Fluss kreuzend, flussaufwärts nach Südsüdosten zum geographischen Mittelpunkt des Kreises Siegen-Wittgenstein (592,9 m), an dem ein etwa 8 Tonnen schwerer Findling mit Metallplatte und Inschrift steht. Danach erreicht der Steig die nahe dem Ederkopf (650,0 m) gelegene Ederquelle (ca. 621 m; km 107,9).
Hiernach führt der Steig südsüdostwärts zur einstigen Kohlenstraße; etwas südwestlich der Stelle, wo er auf diesen Waldweg trifft (633,6 m), liegt ein weiterer Kyrilllehrpfad, von dem man auf der Kohlenstraße zum Wandererparkplatz Ederquelle an der nahen Eisenstraße des Rothaargebirges (656,4 m; Landesstraße 722) laufen kann. Jedoch führt der Steig ostwärts auf der Kohlenstraße nach Benfe (550 bis 590 m), einem südlichen Ortsteil von Erndtebrück, wo er die Landesstraße 720 und den Eder-Zufluss Benfe (568 m) kreuzt. Dann verläuft er in Richtung Südosten zur Landesstraße 719, nach deren Kreuzen er knapp am westlichen Ortsrand von Großenbach, einem westlichen Stadtteil von Bad Laasphe, vorbeiführt. Dort knickt der Steig für wenige Hundert Meter südwestwärts zur Siegquelle (603 m) ab, welcher der Rhein-Nebenfluss Sieg entfließt. Dann verläuft er, die Eisenstraße (L 722) mehrmals kreuzend, südwärts entlang der Straße zur Ilmquelle (ca. 623 m; Lahn-Zufluss) und erreicht, nach Überqueren des Grauhains (ca. 638 m) und westlichem Passieren des Lahnkopfs (624,9 m), in Lahnhof (Ortsteil des Netphener Stadtteils Nenkersdorf) die Lahnquelle (Lahntopf; 603 m; km 116,4).
Anschließend führt der Steig in Richtung Osten – nördlich vorbei am Jagdberg (675,9 m) und südlich vorbei an Heiligenborn – zur in Nordrhein-Westfalen unterhalb des Bergs Kompass (694,1 m) gelegenen Ilsequelle (608,2 m). Dann verläuft er südwestwärts zur Grenze zum Nachbarbundesland Hessen, wobei er auf der Kohlenstraße den nördlich befindlichen Jagdberg erneut passiert. Fortan führt er südwestwärts entlang dieser Grenze, passiert den Herrenberggipfel (624,2 m) und verläuft unter anderem vorbei am nahe dem Weg stehenden Naturdenkmal Kaffeebuche (580 m) zur in Hessen nahe Hainchen an der Haincher Höhe (605,9 m) gelegenen Dillquelle (ca. 567 m). Dann führt der Steig über die Gernsbacher Höhe (540,6 m) und kurz vor der wie diese auch auf der Grenze gelegenen Tiefenrother Höhe (552,3 m) an der gipfelnahen Aussichtsplattform Nase im Wind vorbei, von welcher der Blick in das Siegerland fällt. Hiernach erreicht er Wilgersdorf, ein Ortsteil von Wilnsdorf.
Dann gelangt der Steig – die Ostausläufer der nordrhein-westfälischen Kalteiche (579,3 m; km 134,5) passierend – endgültig nach Hessen. Dort führt er in Richtung Südosten bergab vorbei am Naturdenkmal Lucaseiche (ca. 445 m) und Forsthaus Steinbach (ca. 390 m) nach Rodenbach (305 bis 340 m), das als nördlicher Stadtteil von Haiger an der Dill liegt. Dann verläuft er ostwärts nach Manderbach (300 bis 385 m), einem nordnordwestlichen Stadtteil von Dillenburg, und in Richtung Süden nach Galgenberg-Löhren, einer nordwestlichen Dillenburger Ortslage, über den Dillenburger Galgenberg (301,8 m). Früher führte der Steig nach Überqueren der Dill bergauf zum Wilhelmsturm (ca. 260 m; früher bei km 152,4) und von diesem Dillenburger Wahrzeichen wieder bergab in die Innenstadt. Seit einigen Jahren kreuzt er den Fluss in der Stadt nicht mehr und führt auch nicht mehr vorbei am Wilhelmsturm, sondern auf einer attraktiveren Route vorbei am Bismarcktempel (ca. 300 m), einem kleinen Aussichtspavillon mit Blick auf Dillenburg samt Wilhelmsturm. Vom Tempel verläuft er bergab, um nach erneutem Kreuzen des Flusses und Passieren des ehemaligen Hofgartens, der 1489 erstmals erwähnt wurde, und erneutem Flusskreuzen am Bahnhof Dillenburg (ca. 235 m; km 156,8) zu enden.

### Westerwaldvariante
Die 52,5 km lange Westerwaldvariante ist eine vom Rothaarsteig-Hauptweg abzweigende Wegvariante, die durch Teile des Westerwaldes und dort auch durch Rheinland-Pfalz verläuft. Sie zweigt im Gebiet der Kalteiche nach Südsüdwesten ab, führt hinüber zum Hohen Westerwald und von dort nordostwärts nach Dillenburg. Dabei verläuft sie auch über Berge und zum Beispiel vorbei an Quellen und Natur- und Kulturdenkmälern. Dazu gehören ab Brilon – mit Höhe in Meter (m) über NHN (wenn nicht anders angegeben laut /) und teils auch mit Strecken-Kilometrierung (km; wenn nicht anders angegeben laut ):
Die Westerwaldvariante führt aus dem Gebiet von Kalteiche (579,3 m) und Hirschstein (562,9 m) in Richtung Südsüdwesten durch Würgendorf im Tal des Sieg-Zuflusses Heller zum auf dem Bergkamm Die Höh (598,0 m) gelegenen Naturschutzgebiet Großer Stein (546,0 m; km 12,6) und vorbei an der Tongrube Niederdresselndorf (560 m) zum Naturdenkmal Ketzerstein (610 m). Danach verläuft sie zur Fuchskaute (657,3 m; km 26,5), dem höchsten Berg des Westerwaldes, an dem sie nach Nordosten abknickt. Dann führt sie am Naturdenkmal Basaltsteinbruch (450 m) vorbei und durch die Naturschutzgebiete Wildweiberhäuschen (486 m; km 38) und An der Alten Rheinstraße am Kornberg (454,0 m) zum Naturdenkmal Kornberg, um auch in Dillenburg (ca. 235 m; km 52,5) zu enden.

## Ortschaften
Der Rothaarsteig verläuft im Gebiet folgender Ortschaften und Kommunen (alphabetisch sortiert):
- Bad Berleburg

- Bad Laasphe
- Breitscheid
- Brilon
- Burbach
- Dillenburg
- Dietzhölztal
- Erndtebrück
- Haiger
- Hilchenbach
- Kirchhundem
- Küstelberg
- Netphen
- Olsberg
- Schmallenberg
- Willingen
- Wilnsdorf
- Winterberg

## Rothaarsteig-Marathon
Seit 2004 findet alljährlich im Oktober der Rothaarsteig-Marathon mit Start in Fleckenberg statt, bei dem die Läufer einen Höhenunterschied von 838 m zu bewältigen haben. Neben der vollen Marathondistanz ist auch ein Halbmarathon möglich.

## Fastest Known Time
Ultra Running:
Am 23. Mai 2020 bewältigten Marina Kollassa, Ole Evers und Christoph Wurm den 154 km langen Rothaarsteig in einer „Unsupported“-Zeit von 19 Stunden, 37 Minuten und 30 Sekunden. Der Rekord wurde von der Plattform Fastest Known Time offiziell anerkannt und gilt als herausragende sportliche Leistung auf diesem anspruchsvollen Fernwanderweg.

## Verkehrsanbindung
Der Rothaarsteig ist gut mit dem ÖPNV zu erreichen. Die parallel zu ihm verlaufenden oder ihn querenden Bus- und Eisenbahnstrecken werden mindestens einmal in der Stunde bedient. Folgende Ortschaften besitzen einen Bahnhof oder sind an ein Liniennetz angeschlossen, liegen jedoch teilweise mehrere Kilometer vom Steig entfernt:
- Brilon mit der Oberen Ruhrtalbahn
- Willingen mit der Uplandbahn (Kurhessenbahn) Brilon–Korbach
- Winterberg mit der Eisenbahnstrecke Bestwig–Winterberg
- Schmallenberg mit den Buslinien S40 und 367
- Altenhundem mit der Ruhr-Sieg-Strecke
- Haiger und Dillenburg mit der Dillstrecke
- Bad Berleburg und Hilchenbach mit der Rothaarbahn
- Erndtebrück mit der Oberen Lahntalbahn und der Rothaarbahn
- Lützel (zu Hilchenbach) mit der Rothaarbahn
- Feudingen mit der Oberen Lahntalbahn über Bad Laasphe nach Marburg

## Etappenübersicht
Der 156,8 km lange Rothaarsteig wird normalerweise in acht Etappen (Hauptweg) durchwandert; es besteht allerdings auch die Möglichkeit ihn gemütlich in zwölf oder sportlich in sechs Etappen zu absolvieren. Hier die 8-Etappen-Version, wobei nur direkt am Steig gelegene Objekte genannt sind:
|    | von                     | nach                    | Länge    | Info |
| -- | ----------------------- | ----------------------- | -------- | ---- |
| E1 | Brilon (Marktplatz)     | Bruchhausen             | 24,4 km  | Link |
| E2 | Bruchhausen             | Winterberg (Innenstadt) | 26,1 km  | Link |
| E3 | Winterberg (Innenstadt) | Schanze (Schmallenberg) | 18,7 km  | Link |
| E4 | Schanze                 | Rhein-Weser-Turm        | 23,5 km  | Link |
| E5 | Rhein-Weser-Turm        | Lützel                  | 18,4 km  | Link |
| E6 | Lützel                  | Lahnhof                 | 14,2 km  | Link |
| E7 | Lahnhof                 | Wilgersdorf             | 18,4 km  | Link |
| E8 | Wilgersdorf             | Bahnhof Dillenburg      | 20,4 km  | Link |
|    |                         | Gesamt:                 | 156,8 km |      |

## Ableger

### Rothaarsteig-Spuren
Außer dem Rothaarsteig gibt es elf Rothaarsteig-Spuren, von denen die neuste der 2019 eröffnete Sorper Panoramapfad ist. Es sind Rundwege links und rechts des Hauptweges, die als Halb- und Ganztagestouren angelegt wurden, als Premiumwege nach dem Deutschen Wandersiegel zertifiziert und mit einem weißen, auf dem Rücken liegenden Rothaarsteig-R auf schwarzem Grund gekennzeichnet sind. Dies sind etwa von Norden nach Süden betrachtet:
| Name                     | Verlauf (bei/rund um/zwischen)  | Länge    | Info |
| ------------------------ | ------------------------------- | -------- | ---- |
| Blick-ins-Land Kahle Pön | Kahle Pön; bei Willingen-Usseln | 6,9 km   | Link |
| Grönebacher Dorfpfad     | Grönebach                       | 11,0 km  | Link |
| Kahler-Asten-Steig       | Westfeld und Kahlem Asten       | 16,5 km  | Link |
| Wisentpfad               | Jagdhaus und Wingeshausen       | 13,5 km  | Link |
| Oberhundemer Bergtour    | Oberhundem und dem Kahleberg    | 11,6 km  | Link |
| Ilsetalpfad              | Feudingen und der Lahnhelle     | 16,6 km  | Link |
| Dill-Bergtour            | Offdilln und Tiefenrother Höhe  | 15,8 km  | Link |
| Trödelsteinpfad          | Wahlbach und Trödelsteine       | 10,8 km  | Link |
| Breitscheider Höhlentour | Breitscheid und Erdbach         | 14,3 km  | Link |
| Wacholderweg             | Donsbach                        | 16,0 km  | Link |
| Sorper Panoramapfad      | Niedersorpe                     | 12,6 km  | Link |
|                          | Gesamt:                         | 145,6 km |      |

### Rothaarsteig Audiowege
Zudem gibt es 10 Rothaarsteig Audiowege. Informationen zu lokalen Besonderheiten entlang der Rundwege können direkt vor Ort per QR-Code mit GPS-Tracks auf Smartphones heruntergeladen werden. Diese Wege sind:
| Name                                        | Verlauf (an/bei/zwischen)          | Länge   | Info |
| ------------------------------------------- | ---------------------------------- | ------- | ---- |
| Bergwiesen bei Lenneplätze                  | Lenneplätze, Langewiese            | 6,9 km  | Link |
| Niedersfelder Hochheide                     | Clemensberg; Hildfeld, Niedersfeld | 5,0 km  | Link |
| Ruhrquelle                                  | Ruhrquelle, Winterberg             | 5,4 km  | Link |
| Buchenwälder rund um Schanze                | Schanze, Kühhude, Saukopf          | 11,0 km | Link |
| Das Helletal                                | Helle; bei Winterberg              | 3,0 km  | Link |
| Ginsberger Heide                            | Grund; Ginsburg, Hüttenberg        | 5,9 km  | Link |
| Gernsdorfer Weidekämpe                      | Gernsdorf                          | 4,0 km  | Link |
| Ederquellgebiet und das Forsthaus Hohenroth | Lützel; Ederquelle                 | 5,4 km  | Link |
| Großer Stein                                | Burbach, Holzhausen, Großer Stein  | 7,5 km  | Link |
| Winter- und Weierbach                       | Oberdresselndorf, Weißenberg       | 7,8 km  | Link |
|                                             | Gesamt:                            | 61,9 km |      |

### WanderHöhepunkte links und rechts des Rothaarsteigs
Außerdem gibt es die WanderHöhepunkte links und rechts des Rothaarsteigs – 12 Rundwanderwege beiderseits des Hauptwanderweges von 7,3 bis 38,1 km Länge im Kreis Siegen-Wittgenstein. Sie befinden sich im Naturpark Sauerland-Rothaargebirge, im Rothaargebirge, Westerwald und Biggehochland.

Einzelnachweise und Anmerkungen
1. 1 2 3 4 5  Gesamtlänge des Rothaarsteigs laut Summe der Längen der Einzeletappen aus obiger Tabelle Etappenübersicht
2. ↑  Höhenmeter des Rothaarsteig-Hauptwegs: Wandern auf dem Weg der Sinne (Memento vom 10. September 2013 im Webarchiv archive.today), auf rothaarsteig.de
Höhenmeter-Hinweis: im Seitenkopf sind 3931 m und im Fließtext des Abschnitts 3139 m genannt
3. 1 2 3 4 5 6  Hauptweg (Memento vom 2. April 2017 im Internet Archive) – Kilometrierung und (manche) Höhenlagen laut Entfernungstabelle des Rothaarsteig-Hauptwegs, auf rothaarsteig.de
4. ↑  Premiumwanderweg im Mittelgebirge – Rothaarsteig (Memento vom 8. Juni 2010 im Internet Archive), auf wanderinstitut.de
5. ↑  Rothaarsteig und andere Wanderwege in Qualitätswege Wanderbares Deutschland, abgerufen am 24. Juli 2017, auf wanderbares-deutschland.de
6. 1 2  Talvariante = Talweg (Hochsauerlandvariante (Memento vom 2. April 2017 im Internet Archive)) – Kilometrierung laut Entfernungstabelle des Rothaarsteig-Talwegs, auf rothaarsteig.de
7. 1 2 3  Westerwaldvariante (Memento vom 2. April 2017 im Internet Archive) – Kilometrierung laut Entfernungstabelle, auf rothaarsteig.de
8. 1 2  Topographisches Informationsmanagement, Bezirksregierung Köln, Abteilung GEObasis NRW (Hinweise)
9. 1 2  Karten und Daten des Bundesamtes für Naturschutz (Hinweise)
10. ↑  Richtplatz auf willingen.de, abgerufen am 21. September 2023.
11. 1 2 3 4   Weitere Kilometrierungs-Angaben laut ehemals einsehbarer Entfernungstabelle, auf sauerland-tourismus.com (abgerufen am 16. Mai 2011)
12. ↑  Rothaarsteig-Marathon, Homepage, auf rothaarsteig-marathon.de
13. ↑  Rothaarsteig (Germany) | Fastest Known Time. 23. Mai 2020, abgerufen am 18. November 2024 (englisch).
14. ↑  Etappen-Längen laut Tabelle Hauptweg (Memento vom 6. September 2013 im Internet Archive); Entfernungen bis und ab dort nicht genannter Kalteiche wurden über die Funktion Berechnen (Memento vom 14. September 2013 im Internet Archive) ermittelt, nämlich von jener bis und ab dort erwähnter Lucaseiche subtrahiert oder addiert, auf rothaarsteig.de
15. ↑  Beschreibungen der Rothaarsteig-Etappen, auf rothaarsteig.de
16. 1 2 3  Rothaarsteig-Spuren (Memento vom 3. April 2017 im Internet Archive), Übersichtsseite, auf rothaarsteig.de
17. ↑  Rothaarsteigspur Wisentpfad: verläuft am Schaugehege der Wisent-Wildnis vorbei
18. ↑  Eröffnung der Dill-Berg-Tour, Haiger (Memento vom 28. Juni 2015 im Webarchiv archive.today): am 27. Juni 2015, auf rothaarsteig.de
19. 1 2 3  Rothaarsteig Audiowege (Memento vom 31. März 2017 im Internet Archive), Übersichtsseite, auf rothaarsteig.de

## Karten
- Landesvermessungsamt Nordrhein-Westfalen (Hrsg.): Naturpark Rothaargebirge. Freizeitkarte Nordrhein-Westfalen mit Rad-Verkehrsnetz, M = 1:50.000, Blatt 21. 3. Auflage. Bonn 2004, ISBN 3-89439-491-9.
- Rothaarsteig-Karte (Memento vom 18. April 2013 im Internet Archive), auf rothaarsteig.de (PDF; 5,5 MB)